# Хандагай (Баяндаевский район)
Хандага́й (бур. Хандагай — Лось) — деревня в Баяндаевском районе Иркутской области России. Входит в состав Хоготского муниципального образования.

## География
Деревня находится на расстоянии примерно 26 км к северо-востоку от села Баяндай, административного центра района.

## Население
| 2002 | 2010 | 2011 | 2012 |
| ---- | ---- | ---- | ---- |
| 326  | ↘146 | ↘145 | ↘141 |

### Половой состав
По данным Всероссийской переписи, в 2010 году в деревне проживало 146 человек (77 мужчин и 69 женщин).